# Championnat d'Amérique du Nord, centrale et Caraïbe féminin de football des moins de 17 ans
Le Championnat d'Amérique du Nord, centrale et Caraïbe féminin de football des moins de 17 ans est une compétition de football réservée aux joueuses de moins de 17 ans, créée en 2008. L'épreuve est qualificative pour la Coupe du monde féminine de football des moins de 17 ans.

## Palmarès
| 2008 | Trinité-et-Tobago      | États-Unis | 4 - 1            | Costa Rica | Canada     | 1 - 0 | Mexique    |
| 2010 | Costa Rica             | Canada     | 1 - 0            | Mexique    | États-Unis | 6 - 0 | Costa Rica |
| 2012 | Guatemala              | États-Unis | 1 - 0            | Canada     | Mexique    | 6 - 0 | Panama     |
| 2013 | Jamaïque               | Mexique    | 0 - 0 (4 - 2tab) | Canada     | États-Unis | 8 - 0 | Jamaïque   |
| 2016 | Grenade                | États-Unis | 2 - 1            | Mexique    | Canada     | 4 - 2 | Haïti      |
| 2018 | Nicaragua États-Unis   | États-Unis | 3 - 2            | Mexique    | Canada     | 2 - 1 | Haïti      |
| 2022 | République dominicaine | États-Unis | 2 - 1            | Mexique    | Canada     | 3 - 0 | Porto Rico |
| 2024 | Mexique                | États-Unis | 4 - 0            | Mexique    | Canada     | 4 - 1 | Haïti      |